# 爱沙尼亚苏维埃社会主义共和国
爱沙尼亚苏维埃社会主义共和国（羅馬化：Estonskaya Sovetskaya Sotsialisticheskaya Respublika，縮寫：ЭССР / ESSR），苏联歷史上的第十七個加盟共和国，設立當時為第十六個加盟共和國，在卡累利阿-芬蘭被撤銷后為第十五個加盟共和國。
愛沙尼亞原本是獨立國家，於1940年8月1日蘇共37周年黨慶當天設立為蘇聯直轄的加盟共和國。
1917年，爱沙尼亚脱离沙俄获得过独立，并成立了共和国。1940年6月，苏军占领了波罗的海三国，7月21日成立爱沙尼亚苏维埃社会主义共和国，於8月1日并入苏联。1941年，苏德战争爆发，纳粹德国占领了爱沙尼亚，1944年，苏联重新占领了爱沙尼亚。
1990年，爱沙尼亚宣布将国名更改为爱沙尼亚共和国，1991年，爱沙尼亚宣布正式脱离苏联独立。

## 最高苏维埃主席团主席
- 约翰内斯·瓦列斯（1940年8月25日—1946年11月29日）
- 尼戈尔·安德烈森（代理，1946年11月29日—1947年3月5日）
- 爱德华·皮亚利（1947年3月5日—1950年7月4日）
- 奥古斯特·雅各布森（1950年7月4日—1958年2月4日）
- 约翰·埃赫费利德（1958年2月4日—1961年10月12日）
- 阿列克谢·米里谢普（1961年10月12日—1970年10月7日）
- 亚历山大·安斯贝格（代理，1970年10月7日—12月22日）
- 阿尔图尔·瓦德尔（1970年12月22日—1978年5月25日）
- 梅塔·万纳斯（代理，1978年5月25日—7月26日）
- 伊凡·凯宾（1978年7月26日—1983年4月8日）
- 阿诺尔德·吕特尔（1983年4月8日—1990年3月28日）

## 最高苏维埃主席
- 沃尔德玛尔·萨西（1940年8月25日—1941年8月12日）
- 奥古斯特·克伦德尔（1947年3月5日—1953年1月14日）
- 奥托·梅里马（1953年1月14日—1955年4月5日）
- 约瑟普·萨特（1955年4月5日—1959年4月23日）
- 哈拉尔德·伊尔维斯（1959年4月23日—1963年4月18日）
- 瓦伊诺·瓦利亚斯（1963年4月18日—1967年4月20日）
- 阿诺德·库普（1967年4月20日—1968年12月19日）
- 伊马尔·瓦赫（1968年12月18日—1975年7月4日）
- 约翰内斯·洛特（1975年7月4日—1978年12月13日）
- 尤里·苏尔汉斯（1978年12月13日—1982年7月5日）
- 马蒂·佩达克（1982年7月5日—1985年3月27日）
- 瓦尔德·罗斯玛（1985年3月27日—1989年5月18日）
- 埃恩-阿诺·西拉里（1989年5月18日—1990年3月29日）
- 阿诺尔德·吕特尔（最高委员会主席，1990年3月29日—1992年10月5日）

## 部长会议主席
1940年8月25日—1946年3月25日称人民委员会主席
- 约翰内斯·劳里斯京（1940年8月25日—1941年8月28日）
- 奥斯卡·塞普雷（1942年6月17日—1944年9月26日）
- 阿诺尔德·魏默（1944年9月26日—1951年3月29日）
- 阿列克谢·米里谢普（1951年3月29日—1961年10月12日）
- 瓦尔特·克劳森（1961年10月12日—1984年1月18日）
- 布鲁诺·绍尔（1984年1月18日—1988年11月16日）
- 因德里克·托米（1988年11月16日— 1990年4月3日）
- 埃德加·萨维萨尔（1990年4月3日—5月8日）